# Rejon kołomyjski (1940–2020)
Rejon kołomyjski – rejon w składzie obwodu iwanofrankiwskiego na Ukrainie.
Został utworzony w 1939, jego powierzchnia wynosi 1000 km², a ludność liczy 105 800 osób. Władze rejonu znajdują się w Kołomyi.

## Spis miejscowości
- Babianka (Баб'янка)
- Bednarówka (Бондарів)
- Beremiany (Берем'яни)
- Bohorodyczyn (Богородичин)
- Ceniawa (Ценява)
- Chlebiczyn Leśny (Лісний Хлібичин)
- Chorosno (Хоросна)
- Czechowa (Чехова)
- Czeremchów (Черемхів)
- Debesławce[1] (Дебеславці)
- Dżurków (Джурків)
- Fatowce (Фатовець)
- Głęboka (Глибока)
- Gody Dobrowódka (Годи-Добровідка)
- Grabicz (Грабич)
- Haniów (Ганнів)
- Hołosków (Голосків)
- Hruszów (Грушів)
- Gwoździec (Гвіздець)
- Gwoździec Mały (Малий Гвіздець)
- Gwoździec Stary (Старий Гвіздець)
- Iwankowce (Іванівці)
- Jasienki (Ясінки)
- Kamionka Mała (Мала Кам'янка)
- Kamionka Wielka (Велика Кам'янка)
- Kazaniw (Казанів)
- Kierniczki[2] (Кринички)
- Kluczów Mały (Малий Ключів)
- Kluczów Wielki (Великий Ключів)
- Kniaźdwór (Княждвір)
- Kobylec[3] (Кобилець)
- Kołomyja (Коломия)
- Kornicz (Корнич)
- Korolówka, Koroliwka (Королівка)
- Korszów (Коршів)
- Kowalówka (Ковалівка)
- Kropiwiszcze (Кропивище)
- Kujdańce (Кийданці)
- Lipniki (Липники)
- Liski (Ліски)
- Markówka[4] (Марківка)
- Matyjowce (Матеївці)
- Michałków (Михалків)
- Młodiatyn (Молодятин)
- Mołodyłów (Молодилів)
- Myszyn (Мишин)
- Nazurna (Назірна)
- Oskrzesińce (Воскресинці)
- Ostapkowce (Остапківці)
- Ottynia (Отинія)
- Peczeniżyn (Печеніжин)
- Pererów (Перерив)
- Piadyki (П'ядики)
- Pilipy (Пилипи)
- Piszczacze (Пищаче)
- Podhajczyki (Підгайчики)
- Rakowczyk (Раківчик)
- Rungury (Рунгури)
- Siedliska (Сідлище)
- Siemakowce (Семаківці)
- Skopówka (Скопівка)
- Słobódka Leśna[5] (Лісна Слобідка)
- Słoboda[6] (Слобода)
- Sopów (Сопів)
- Spas (Ispas) (Спас)
- Stanisławówka (Św. Stanisław) (Станіславівка)
- Strupków (Струпків)
- Studlów (Студлів)
- Szeparówce (Шепарівці)
- Targowica (Торговиця)
- Tłumaczyk (Товмачик)
- Trościanka (Тростянка)
- Turka[1] (Турка)
- Uhorniki (Угорники)
- Welesnica Dolna, (Нижня Велесниця)
- Werbiąż Niżny (Нижній Вербіж)
- Werbiąż Wyżny (Верхній Вербіж)
- Winograd (Виноград)
- Worona (Ворона)
- Zahajpol (Загайпіль)
- Zakrzewce (Закрівці)
- Załucze[7] (Залуччя)
- Zamulińce (Замулинці)
- Żukocin (Жукотин)